# Ивановское (Андреевское сельское поселение)
Ивановское — деревня в Александровском районе Владимирской области. Входит в Андреевское сельское поселение.

## География
Деревня расположена на расстоянии 19 км на северо-восток от города Александрова — районного административного центра.
Деревня расположена на левом берегу реки Малый Киржач.

## История
Ивановское-Холуденево издавна принадлежало к числу дворцовых сёл. Здесь имеется древняя церковь Иоанна Предтечи, приход которой впервые упоминается в Патриарших окладных книгах под 1628 годом. В 1684 году устроена новая церковь взамен старой, купленная в соседнем селе Горках. В 1743 году вновь построено новое здание церкви, освящённое под старым именем. В 1842 году впервые построен каменный храм с колокольней и двумя приделами: холодным в честь Рождества Иоанна Предтечи и тёплым во честь Владимирской иконы Божией Матери.
По состоянию на 1913 год село входило в Андреевскую волость Александровского уезда Владимирской губернии. В советское время село стало деревней и было отнесено к Годуновскому сельскому совету. В 1998 году Годуновский сельсовет переименован в Годуновский сельский округ, а вследствие реформы 2005 года в составе Годуновского сельского округа деревня передана во вновь образованное Андреевское сельское поселение.

## Население
| 1859 | 1905 | 1926 | 2002 | 2010 | 2021 |
| ---- | ---- | ---- | ---- | ---- | ---- |
| 267  | ↗278 | ↘254 | ↘22  | ↘16  | ↘9   |